# 김푸름 (2006년)
김푸름(2006년 8월 25일 ~ )은 대한민국의 영화배우, 가수다. 2016년 영화 '오빠생각'으로 데뷔했다.

## 학력
- 홍익대학교사범대학부속초등학교 졸업
- 홍익대학교사범대학부속여자중학교 졸업

## 방송

### 드라마
- 《라디오 로맨스》 (2018) - 환우 역
- 《슈츠》 (2018) - 이민주 역
- 《돼지의 왕》 (2022) - 이지연 역

### 예능
- 《청춘스타》 (2022) - 준우승

## 영화
- 오빠생각 (2016) - 합창단/자연 역
- 1987 (2017) - 사진 속 누이 목소리 역
- 보금자리 (2017) - 탁이 역 (주연)
- 니나 내나 (2019) - 태연 역 (조연)
- 털보 (2019) - 자연 역 (주연)
- 미스터 주: 사라진 VIP (2020) - 서연친구 역
- 양궁소녀 (2020) - 수민 역 (주연)
- 토마토의 정원 (2021) 선희 역 (주연)
- 굿 Goot (2022) - 보나 역 (주연)

## 음반
- [정규앨범] 김푸름 1집 ‘푸르스름’ 언플러그드 (2024)
- 영화 안녕 할부지 OST (2024)
- [EP] TEENS! (2023)
- [EP] 16 (2022)
- 청춘스타 Part6 (2022)
- 청춘스타 Part11 (2022)
- 청춘스타 Part12 (2022)
- 꿈이었기에 더 슬펐던 꿈 (2022)
- One Voice (2022)